# 南斯拉夫联邦院
联邦院，是1974年在南斯拉夫社会主义联邦共和国联邦议会下设的两院之一，由各共和国和自治省的区议会选出的二百二十名代表组成，其中每个共和国三十名，每个自治省二十名，类似西方国家的众议院或者下议院，主要处理南斯拉夫社会主义联邦共和国的经济问题。

## 组成
由各区的自治组织、自治共同体和社会政治组织的代表组成。代表候选人提名程序是：各基层自治组织、自治共同体和社会政治组织先后举行全体会议推荐候选人，候选人名单要先提交共和国或自治省的选举委员会审查和协调，然后由共和国和自治省社盟提名大会确定。

## 人员
- 主席：1名
- 副主席：1名
- 代表：220名

## 职责
- 通过联邦社会计划和南斯拉夫科学技术发展战略；
- 制定有关财政、金融、信贷、贸易、对外经济关系、援助不发达地区以及其他经济问题的联邦法律和政策并进行解释；
- 确定每年联邦预算的收入总额和中期计划中的军费总额；
- 确定设立联邦基金和决定联邦义务的分摊;批准有关的国际条约;通过关于临时措施的法律；
- 在职权范围内审议联邦执行和管理机关的工作报告等；
- 批准需要由共和国和自治省通过新的或修改现行的法律的国际条约；
- 通过延长联邦议会代表任期的决定；
- 宣布联邦主席团选举的结果；
- 对南斯拉夫人民银行的工作实行政治监督并撤销其违法的决定。